# Inline-Speedskating-Europameisterschaften 1991
Die Europameisterschaften wurden im italienischen Pineto (Bahn) und Pescara (Straße) ausgetragen. Die Bahn-Wettkämpfe fanden vom 29. bis 31. Juli und die Straßen-Wettkämpfe vom 2. bis 4. August 1991 statt.

## Frauen
| Distanz              | Gold                                                                      | Silber                                                     | Bronze                                               |
| Bahn                 | Bahn                                                                      | Bahn                                                       | Bahn                                                 |
| -------------------- | ------------------------------------------------------------------------- | ---------------------------------------------------------- | ---------------------------------------------------- |
| 300 m Einzelsprint   | Mathea Daniela Cappiello                                                  | Anne Titze                                                 | Federica Ciaffarafa                                  |
| 500 m Sprint         | Federica Ciaffarafa                                                       | Moira Tolomei                                              | Eva Sanchez                                          |
| 1000 m Sprint        | Moira Tolomei                                                             | Loredana Piovani                                           | Anne Titze                                           |
| 3000 m Massenstart   | Eva Sanchez                                                               | Els Pinnoy                                                 | Loredana Piovani                                     |
| 5000 m Punkte        | Loredana Piovani                                                          | Els Pinnoy                                                 | Anne Titze                                           |
| 10000 m Ausscheidung | Anna Maria Margagliotti                                                   | Caroline Lagrée                                            | Anne Titze                                           |
| 5000 m Staffel       | Italien Mathea Daniela Cappiello Anna Maria Margagliotti Loredana Piovani | Frankreich Caroline Lagrée Karine Urvoy Valerie Dieumegard | Spanien Eva Sanchez Jolanda Fernandez Araceli Larrea |
| Straße               |                                                                           |                                                            |                                                      |
| 300 m Einzelsprint   | Giovanna Troldi                                                           | Monica Balconi                                             | Nadia Meerkens                                       |
| 500 m Sprint         | Nadia Meerkens                                                            | Eva Sanchez                                                | Luana Pilia                                          |
| 1000 m Sprint        | Luana Pilia                                                               | Eva Sanchez                                                | Anne Titze                                           |
| 3000 m Massenstart   | Mariangela Mura                                                           | Luana Pilia                                                | Caroline Lagrée                                      |
| 5000 m Massenstart   | Luana Pilia                                                               | Antonella Mauri                                            | Anne Titze                                           |
| 10000 m Ausscheidung | Antonella Mauri                                                           | Anne Titze                                                 | Luana Pilia                                          |
| 5000 m Staffel       | Italien Antonella Mauri Giovanna Troldi Luana Pilia                       | Belgien Inge de Hertoghe Wendi Goovaerts Hilde Pinnoy      | Spanien Eva Sanchez Jolanda Fernandez Araceli Larrea |

## Männer
| Distanz              | Gold                                                    | Silber                                                | Bronze                                                        |
| Bahn                 | Bahn                                                    | Bahn                                                  | Bahn                                                          |
| -------------------- | ------------------------------------------------------- | ----------------------------------------------------- | ------------------------------------------------------------- |
| 300 m Einzelsprint   | Riccardo Cannoni                                        | Luca Bagnolini                                        | Nico Briffaerts                                               |
| 500 m Sprint         | Pascal Gravouil                                         | Riccardo Cannoni                                      | Nico Briffaerts                                               |
| 1500 m Sprint        | Luca Bagnolini                                          | Arnaud Gicquel                                        | Sergio Ugarte                                                 |
| 5000 m Massenstart   | Armando Capannolo                                       | Marco Giannini                                        | Arnaud Gicquel                                                |
| 10000 m Punkte       | Marco Giannini                                          | Danny Bauwens                                         | Michael Eder                                                  |
| 20000 m Ausscheidung | Tommaso Rossi                                           | Marco Giannini                                        | Arnaud Gicquel                                                |
| 10000 m Staffel      | Italien Luca Bagnolini Armando Capannolo Marco Giannini | Frankreich Pascal Gravouil Alain Nègre Arnaud Gicquel | Belgien Danny Bauwens Xavier Geenens Glenn Focke              |
| Straße               |                                                         |                                                       |                                                               |
| 300 m Einzelsprint   | Luca Antoniel                                           | Nico Briffaerts                                       | David McFarlande                                              |
| 500 m Sprint         | Mirko Giupponi                                          | Luca Antoniel                                         | Nico Briffaerts                                               |
| 1500 m Sprint        | Luca Antoniel                                           | Xavier Geenens                                        | Pascal Gravouil                                               |
| 5000 m Massenstart   | Filippo de Riu                                          | Luca Antoniel                                         | Wouter Heytens                                                |
| 10000 m Massenstart  | Danny Bauwens                                           | Olivier Babonneau                                     | Glenn Focke                                                   |
| 20000 m Ausscheidung | Philippe Boulard                                        | Olivier Babonneau                                     | Glenn Focke                                                   |
| 10000 m Staffel      | Italien Luca Antoniel Filippo de Riu Mirko Giupponi     | Belgien Nico Briffaerts Xavier Geenens Wouter Heytens | Frankreich Pascal Gravouil Philippe Boulard Olivier Babonneau |